# Liste der Kulturgüter in Dardagny
Die Liste der Kulturgüter in Dardagny enthält alle Objekte in der Gemeinde Dardagny im Kanton Genf, die gemäss der Haager Konvention zum Schutz von Kulturgut bei bewaffneten Konflikten, dem Bundesgesetz vom 20. Juni 2014 über den Schutz der Kulturgüter bei bewaffneten Konflikten sowie der Verordnung vom 29. Oktober 2014 über den Schutz der Kulturgüter bei bewaffneten Konflikten unter Schutz stehen.
Objekte der Kategorien A und B sind vollständig in der Liste enthalten, Objekte der Kategorie C fehlen zurzeit (Stand: 1. Januar 2023).

## Kulturgüter
| Foto |                                                                           | Objekt                                                 | Kat. | Typ | Standort                                             | Beschreibung |
| ---- | ------------------------------------------------------------------------- | ------------------------------------------------------ | ---- | --- | ---------------------------------------------------- | ------------ |
| ja   | Datei hochladen · Wikidata zu Schloss Dardagny (Q2969116)                 | Schloss Dardagny / Château de Dardagny KGS-Nr.: 02431  | A    | G   | Route du Mandement 520 488583 / 116893               |              |
| ja   | Datei hochladen · Wikidata zu Bauernhof Bellevaux (Q12252975)             | Bauernhof Bellevaux / Ferme Belleveaux KGS-Nr.: 10015  | A    | G   | Malval, Chemin des Tassonnières 2, 4 488271 / 118823 |              |
| ja   | Datei hochladen · Wikidata zu Campagne Leleux (Q29700091)                 | Campagne Leleux KGS-Nr.: 02432                         | B    | G   | Chemin de la Côte 35, 37 488577 / 117180             |              |
| ja   | Datei hochladen · Wikidata zu Kapelle von Malval (Q29700108)              | Kapelle von Malval / Chapelle de Malval KGS-Nr.: 02433 | B    | G   | Malval, Route de l’Allondon 488310 / 118600          |              |
| ja   | Datei hochladen · Wikidata zu Reformierte Kirche von Dardagny (Q29700125) | Reformierte Kirche / Temple KGS-Nr.: 11811             | B    | G   | Chemin de la Côte 2 488579 / 116949                  |              |